# Tetrapsyllus simulans
Tetrapsyllus simulans är en loppart som beskrevs av Jameson et Fulk 1977. Tetrapsyllus simulans ingår i släktet Tetrapsyllus och familjen Rhopalopsyllidae. Inga underarter finns listade i Catalogue of Life.